# Metz Automóveis
A Metz Automóveis foi uma fabricante de veículos, fundada por Charles Herman Metz, que operou em Waltham (Massachusetts) entre 1908 e 1922.

## Modelos
Em 1908, foi lançado o Modelo "Plano" que até 1910 era vendido desmontado (sucessivos conjuntos de peças eram enviados ao comprador que deveria proceder a montagem), a partir de 1910 teve início a entrega de veículos montados, e, em 1911, último ano da fabricação, não eram mais vendido desmontado. Era um runabout equipado com um motor que fornecia 10 HP de potência e com transmissão por disco de atrito (um tipo de transmissão continuamente variável - Câmbio CVT). Em 1909 foi vendido a US$ 350,00; em 1910: US$ 378,00 (desmontado) e US$ 475,00 (montado), em 1911: US$ 485,00 (montado).
Em 1911, foi lançado o Modelo 22 que era do tipo "roadster" para duas pessoas, equipado com um motor refrigerado a água que fornecia 22 HP (17 kW) de potência e com transmissão por disco de atrito. Antes do início da produção comercial, esse esse modelo foi testado com êxito no Glinden Tour de julho de 1911. Em 1912 foi vendido a US$ 495,00; em 1913 seu preço foi reduzido para US$ 475,00; em 1915 voltou a ser vendido por US$ 495,00, mas passou a incluir portas.
Em 1915, foi lançado o Modelo 25 equipado com um motor refrigerado a água que fornecia 25 HP de potência e com transmissão por disco de atrito. Foi vendido por US$ 600,00, e teve a produção encerrada em 1917.
Em 1917 a empresa foi requisitada para produção de material bélico durante a Primeira Guerra Mundial e não produziu nenhum veículo até o final de 1918.